# Канцелария на Руския императорски комисар в България
Канцеларията на Руския императорски комисар в България действа от началото на Руско-турската война до май 1879 г.
Оглавява се от княз Владимир Черкаски. Урежда административното управление в освободените български земи. След смъртта на княз Черкаски на 3 март 1878 г. за руски императорски комисар в княжеството е назначен княз Александър Дондуков-Корсаков.
Разформирова се пряко след приемането на Търновската конституция и избора на принц Александър Батенберг за княз на Княжество България.